# Aloys von Brandenstein
 Aloys Freiherr von Brandenstein (ur. ?; zm. ?) – niemiecki lotnik, as myśliwski z okresu I wojny światowej. Uzyskał 8 zwycięstw powietrznych.
W kwietniu 1918 roku został przeniesiony do jednostki myśliwskiej Jagdstaffel 49. W jednostce odniósł swoje pierwsze potwierdzone zwycięstwo powietrzne. 17 kwietnia 1918 roku w okolicach  Fletre zestrzelił pierwszy samolot wroga - Sopwith Camel. Do końca działań wojennych zestrzelił jeszcze 7 samolotów wroga. Jego dalsze losy nie są znane.